# Vicente Mañas Orihuel
Vicente Mañas Orihuel (n. Baeza, España; 26 de noviembre de 1858 - f. Nueva York; 24 de octubre de 1931) fue un compositor estadounidense de origen español.

## Biografía
En 1874 ingresó a la Escuela Nacional de Música y Declamación de Madrid, España, en donde cursó piano. En 1879 inicia estudios en la Universidad Central de Madrid, en donde tuvo como profesor a Eduardo Compta, quien lo fue también de Isaac Albéniz. El éxito de la carrera como intérprete de Mañas se incrementa en esta época, haciéndose más popular.
Ese mismo año, el 20 de noviembre, alternó con José Zorrilla y Francisco Tárrega en un concierto a beneficio de las víctimas de la riada de Santa Teresa en el Teatro de la Comedia de la capital española. En 1889 presidió la Junta Directiva del Conservatorio de Música y Declamación de Alicante. En noviembre de 1885 luego de un breve viaje por París es estrenada en España una zarzuela con música suya.
Vicente Mañas  fue socio y profesor honorario del Instituto Filarmónico de Madrid, presidido por Guillermo Morphy, el Conde de Morphy. En 1889 fundaría el primer conservatorio de Alicante, tomando como modelo el Instituto Filarmónico de Madrid. Anteriormente, en 1886 se crearía un  Instituto Filarmónico en Matanzas,  en cuya gestión parece estar implicado el propio Mañas. Este Instituto Filarmónico matancero fue impulsado por el profesor  Francisco Cortadellas, quien también tomó como modelo el Instituto Filarmónico de Madrid, siendo  asesorado personalmente por la junta directiva de esta entidad. También colaboraría en este proyecto Apolinar Brull, profesor del Instituto Filarmónico de Madrid,  quien se desplazaría a Matanzas para ocupar la presidencia de la nueva entidad.
En 1893 Mañas se establece en  Cuba, país en el que permaneció dando clases de piano, solfeo, canto y armonía. En la ciudad de Matanzas, el 13 de octubre de 1895 fue inaugurado el Conservatorio Provincial de Música, en el primer piso del Teatro Esteban, siendo Mañas su director. En esta época nació su único hijo Vicente Tomás Mañas, siendo su esposa María Somovilla. El músico abandonó en 1896 a causa del inicio de la guerra de Independencia de Cuba teniendo México como destino.
Su estancia en México inició el 23 de febrero de 1896. Debuta en el país dando un concierto en el Teatro del Conservatorio Nacional de la Ciudad de México. Intenta fundar un Conservatorio Libre, el cual genera una amplia polémica y duras críticas por parte del profesorado del conservatorio nacional. Por la misma época acude a una cita con el ministro de Educación de entonces, Joaquín Baranda, con el fin de presentarle un Plan de estudios para el Conservatorio, el cual al igual que el plan del conservatorio libre, no prosperará y le ganará animadversión de la escena musical mexicana afín al conservatorio. 
En suma, el propio Mañas afirmaría haber sido director del Conservatorio de Alicante , fundador del Instituto Filarmónico de Matanzas y más tarde del Conservatorio libre en México, siguiendo el mismo modelo que el de Matanzas.  
Continuando sus presentaciones y conciertos, Mañas retoma el proyecto de un centro de enseñanza y en 1898 inaugura su Academia Mañas, en la cual tuvo como alumno a Manuel M. Ponce. Por esos años se avecindaría en la calle Naranjo de Santa María la Ribera.
En julio de 1910, Mañas ganó un concurso convocado por la Secretaría de Instrucción Pública y Bellas Artes por el Centenario de la Independencia, por lo que se hizo acreedor a tres premios por sus piezas Concierto para piano, Romanzas sin palabras y Vals Capricho. Mañas abandonó México el 24 de agosto de 1915. En 1917, en plena revolución mexicana, Carranza inauguró en la Ciudad de México el Conservatorio Libre de Música y Declamación, ya sin Mañas como participante, del que fue director Antonio Caso y tuvo una existencia breve.
Se avecindó en Nueva York, en Brooklyn, y en 1916 recibió la ciudadanía estadounidense y cambió su nombre a Vincent Manas. En ese periodo su popularidad disminuirá y se sostendrá de dar clases de piano —como las clases impartidas a la pianista Philomena Addonizio— y dar conciertos esporádicos.
Murió el 24 de octubre de 1931 y fue enterrado en el cementerio de Saint John en Queens.

## Obra[1]
- 1877 - Dulce recuerdo: melodía para canto y piano (canto y piano)[5]
- 1878 - Conchita (canto y piano)[6]
- 1885 - Souvenir nocturno de concierto para piano op 6 (zarzuela, nocturno)
- 1891 - Éxtasis estudio melódico, romanza sin palabras para piano[7]
- 1895 - Los cinco dedos: polka-estudio a 4 manos[8]
- 1896 - Mazurka de salón para piano
  - Romanza sin palabras
  - Capricho fantástico